# مرگ‌ها در فوریه ۲۰۱۹
مرگ‌ها در فوریه ۲۰۱۹ (به انگلیسی: Deaths in February 2019) آنچه در پی می‌آید فهرست افراد سرشناسی است که در فوریه ۲۰۱۹ درگذشته‌اند.
- در هر عنوان به‌ترتیب نام شخص، سن، ملیت، دلیل سرشناسی، علت مرگ، و منبع آمده‌است.

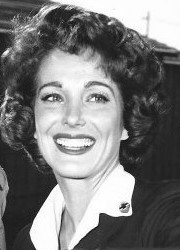
جولی آدامز

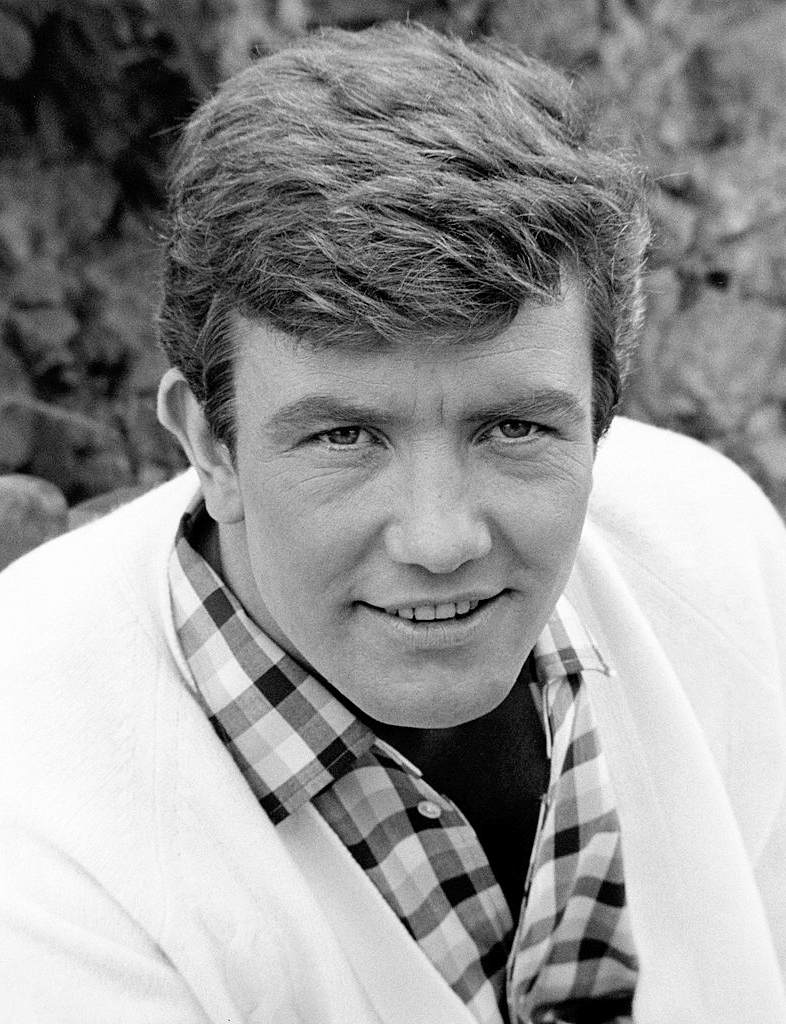
آلبرت فینی

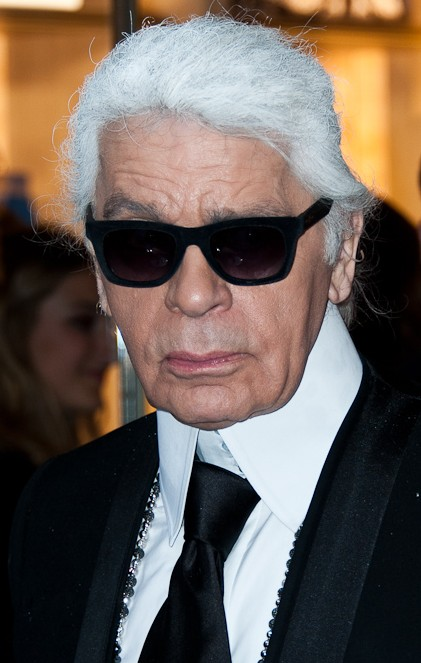
کارل لاگرفلد

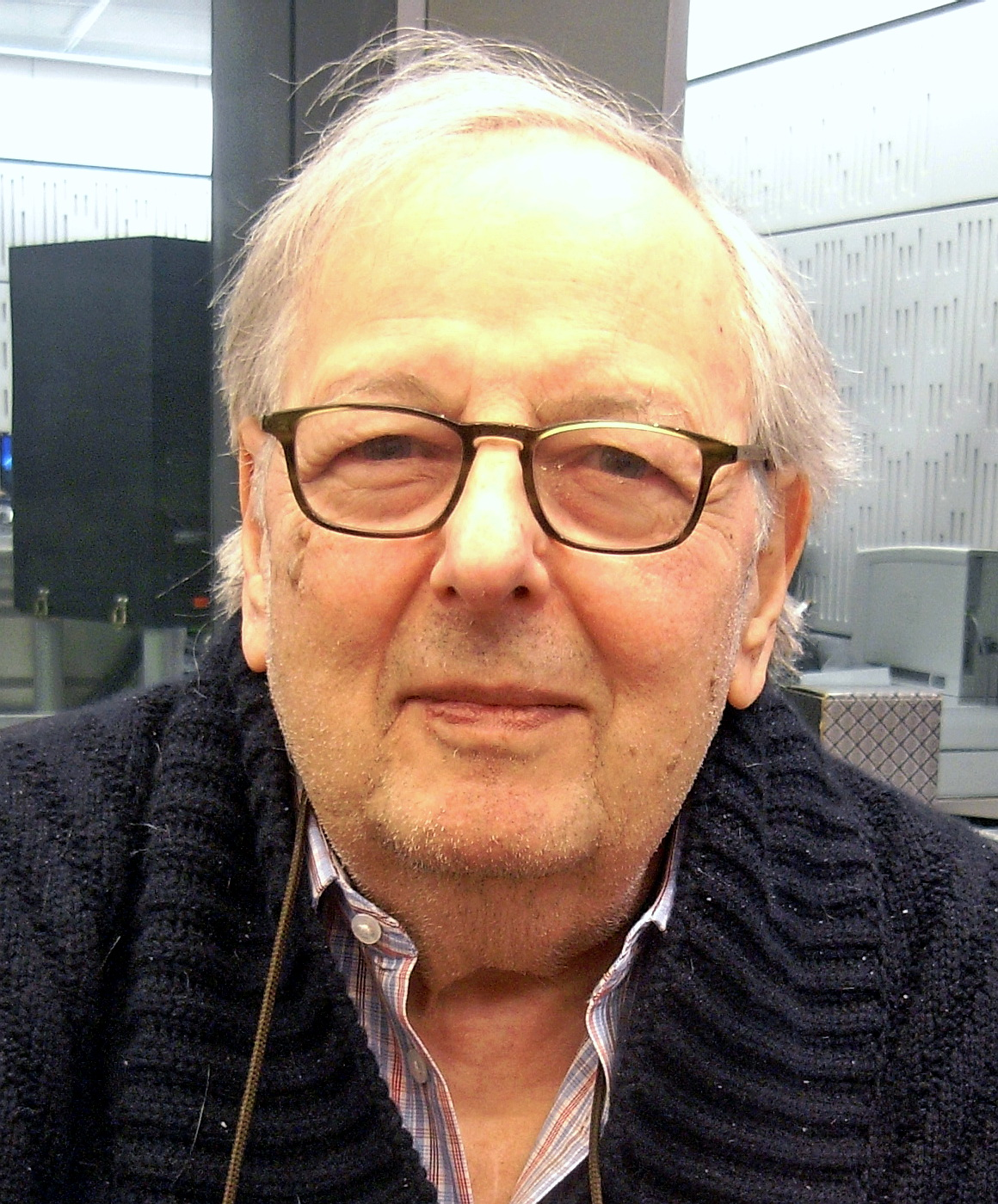
آندره پره‌وین

## فوریه ۲۰۱۹

### ۲۸
- آندره پره‌وین، ۸۹، نوازندهٔ پیانو، رهبر ارکستر، و آهنگساز آلمانی ـ آمریکایی.
- خشایار الوند، ۵۱، فیلمنامه‌نویس ایرانی.

### ۲۷
- فرانس آلبرت رنه، ۸۳، سیاست‌مدار اهل سیشل.

### ۲۶
- کریستیان باخ، ۵۹، هنرپیشه، تهیه‌کننده تله‌نوولا اهل آرژانتین.

### ۲۵
- والدو ماچادو، ۸۴، بازیکن فوتبال برزیلی.

### ۲۴
- آنتوان گیزنگا، ۹۳، سیاست‌مدار اهل جمهوری دموکراتیک کنگو.

### ۲۳
- کاترین هلموند، ۸۹، هنرپیشه تئاتر تلویزیون و سینما و کارگردان تلویزیونی اهل ایالات متحده آمریکا.

### ۲۲
- برودی استیونز، ۴۸، هنرپیشه تلویزیون و فیلم، و مجری استندآپ کمدی اهل ایالات متحده آمریکا.
- مورگان وودوارد، ۹۳، هنرپیشه اهل ایالات متحده آمریکا.

### ۲۱
- استنلی دانن، ۹۴، کارگردان فیلم، رقص‌پرداز اهل ایالات متحده آمریکا.
- پیتر ترک، ۷۷، موسیقی‌دان اهل ایالات متحده آمریکا.

### ۱۹
- کارل لاگرفلد، ۸۵، طراح مد، هنرمند، کاریکاتوریست و عکاس آلمانی.

### ۱۶
- برونو گانتس، ۷۷، بازیگر سوئیسی.

### ۱۵
- لی ریدزی‌ویل، ۸۵، هنرپیشه اهل ایالات متحده آمریکا.
- پوران شریعت‌رضوی، ۸۴، نویسنده ایرانی.

### ۱۴
- آندرا لوی، ۶۲، نویسنده بریتانیایی.

### ۱۲
- گوردون بنکس، ۸۱، بازیکن فوتبال اهل انگلستان.

### ۱۱
- صبغت‌الله مجددی، ۹۳، سیاستمدار، جنگ‌سالار و فقیه اهل افغانستان.

### ۱۰
- کامرون آرگانزیانو، ۷۵، بازیگر آمریکایی.
- یان-مایکل وینسنت، ۷۴، هنرپیشه اهل ایالات متحده آمریکا.

### ۹
- شلی لوبن، ۵۰، خواننده، بازیگر، نویسنده، و بازیگر پورنوگرافی آمریکایی.
- ماکسیمیلیان راینلت، ۳۰، ورزشکار روئینگ اهل آلمان.

### ۷
- یان اولشفسکی، ۸۸، سیاست‌مدار و وکیل اهل لهستان.
- آلبرت فینی، ۸۲، هنرپیشه انگلیسی.

### ۶
- مانفرد آیگن، ۹۱، شیمی‌دان آلمانی.

### ۴
- ماتی نوکانن، ۵۵، اسکی‌باز اهل فنلاند.

### ۱
- جولی آدامز، ۹۲، هنرپیشه اهل ایالات متحده آمریکا.